# Флаг Гуама
Государственный флаг Гуама — принят 9 февраля 1948 года (с 4 июля 1917 года использовался флаг без красной каймы).

## Описание и символика
Флаг Гуама представляет собой синее полотнище с красной каймой со всех сторон. В центре флага находится изображение герба Гуама. На гербе изображены лодка проа в бухте города Хагатна, столицы Гуама, берег с кокосовой пальмой, река и надпись красными буквами «GUAM». Вдали — местная скала «Puntan Dos Amantes». По форме герб напоминает форму базальтового/кораллового камня, который использовался местными жителями на охоте и в войне.
Флаг был разработан Хелен Л. Пол (англ. Helen L. Paul), женой военно-морского офицера, который служил на Гуаме.
- Лодка проа олицетворяет то мужество коренного народа острова, с которым его представители бороздили волны океана во время морских плаваний, преодолевая огромные расстояния.
- Река, впадающая в океан, символизирует готовность местных жителей разделить ресурсы земли с другими.
- Пляж демонстрирует преданность чаморро родине и окружающей среде.
- Скала олицетворяет обязательство жителей острова передавать будущим поколениям своё наследие, культуру и язык.
- Кокосовая пальма, растущая на неплодородном песке, символизирует стойкость и решительность жителей Гуама, а её изогнутый ствол — те испытания, которые они пережили.
- Голубой цвет символизирует единство Гуама с морем и небом[1].
- Красная кайма флага символизирует кровь, пролитую во время японской оккупации острова в годы Второй мировой войны и испанской оккупации[2].

## Исторический флаг
В доколониальный период на острове отсутствовал собственный флаг. Не был он разработан и в период владычества Испании. Официально первый флаг был принят только 4 июля 1917 года в американский период (единственное отличие того флага — отсутствие красной каймы). Современный вариант был принят 9 февраля 1948 года.